# Idiosoma mcclementsorum
Idiosoma mcclementsorum es una especie de araña migalomorfa del género Idiosoma, familia Idiopidae. Fue descrita científicamente por Rix & Harvey en 2018.
Esta especie habita en Australia Occidental. El holotipo masculino mide 21,2 mm y el paratipo femenino 22,4 mm.